# Bremervörde
Bremervörde este un oraș din landul Saxonia Inferioară, Germania.
1. ↑   http://www.detlevfischer-brv.de/ Lipsește sau este vid: |title= (ajutor)
2. ↑   http://www.bremervoerde.de/rathaus-und-buergerservice/politik-buergerinfo.html Lipsește sau este vid: |title= (ajutor)
3. ↑   (PDF) http://www.landeswahlleiter.niedersachsen.de/download/87577/Einzelergebnisse_der_Direktwahlen_am_25._Mai_2014.pdf Lipsește sau este vid: |title= (ajutor)
4. ↑  Alle politisch selbständigen Gemeinden mit ausgewählten Merkmalen am 31.12.2018 (4. Quartal) (în germană), Statistisches Bundesamt[*], arhivat din original la 10 martie 2019, accesat în 10 martie 2019